# Le Flow du Sud
 (mai 2022).
La mise en forme du texte ne suit pas les recommandations de Wikipédia : il faut le « wikifier ».
Les points d'amélioration suivants sont les cas les plus fréquents. Le détail des points à revoir est peut-être précisé sur la page de discussion.
- Les titres sont pré-formatés par le logiciel. Ils ne sont ni en capitales, ni en gras.
- Le texte ne doit pas être écrit en capitales (les noms de famille non plus), ni en gras, ni en italique, ni en « petit »…
- Le gras n'est utilisé que pour surligner le titre de l'article dans l'introduction, une seule fois.
- L'italique est rarement utilisé : mots en langue étrangère, titres d'œuvres, noms de bateaux, etc.
- Les citations ne sont pas en italique mais en corps de texte normal. Elles sont entourées par des guillemets français : « et ».
- Les listes à puces sont à éviter, des paragraphes rédigés étant largement préférés. Les tableaux sont à réserver à la présentation de données structurées (résultats, etc.).
- Les appels de note de bas de page (petits chiffres en exposant, introduits par l'outil «  Source ») sont à placer entre la fin de phrase et le point final[comme ça].
- Les liens internes (vers d'autres articles de Wikipédia) sont à choisir avec parcimonie. Créez des liens vers des articles approfondissant le sujet. Les termes génériques sans rapport avec le sujet sont à éviter, ainsi que les répétitions de liens vers un même terme.
- Les liens externes sont à placer uniquement dans une section « Liens externes », à la fin de l'article. Ces liens sont à choisir avec parcimonie suivant les règles définies. Si un lien sert de source à l'article, son insertion dans le texte est à faire par les notes de bas de page.
- La présentation des références doit suivre les conventions bibliographiques. Il est recommandé d'utiliser les modèles {{Ouvrage}}, {{Chapitre}}, {{Article}}, {{Lien web}} et/ou {{Bibliographie}}. Le mode d'édition visuel peut mettre en forme automatiquement les références.
- Insérer une infobox (cadre d'informations à droite) n'est pas obligatoire pour parachever la mise en page.

Pour une aide détaillée, merci de consulter Aide:Wikification.
Si vous pensez que ces points ont été résolus, vous pouvez retirer ce bandeau et améliorer la mise en forme d'un autre article.
 Le Flow du Sud, de son vrai nom Fortune Kakassa Kakassa, né le 11 janvier 1992 à Malinga, est un rappeur, chanteur et auteur-compositeur gabonais.

## Biographie

### Enfance
Le Flow du Sud naît le 11 janvier 1992 à Malinga, petite ville située dans le département de la Louétsi-Bibaka dans la province de la Ngounié, de parents gabonais. Il a deux grandes sœurs et trois grand frères. Il passe la majeure partie de son enfance dans la ville de Malinga avant de la quitter à l'âge de dix ans pour rejoindre Franceville et poursuivre ses études secondaires. Au cours de ses premières années au secondaire, Il écrit ses premiers textes de rap et fait ses premiers freestyles et clashs. KF, son pseudonyme de jeune rappeur à cette époque, séduit déjà un public au sein du CES Mamadou Lewo dans les années 2006 et 2007. Son look rappelle les rappeurs américains du Southside mais le Flow du Sud a les pieds sur terre et a pour influence des rappeurs tels que Koba Building, Youssoupha ou encore La Fouine. Ses premières heures dans un studio de musique produisent le titre Gaboma Boyz en collaboration avec son ami d'enfance Larimagi'k. Puis il fait une pause sur son aventure musicales pour se consacrer à ses études.

### Carrière
Il débute au quartier avant de rencontrer Jeep Record sous la houlette de la structure Futur millionnaire qui l'invite à participer au remix de Paname Boss, rebaptisé Gaboma Boss. Il commence sa carrière solo en 2015 avec un projet de 7 titres avec lequel il se fait une place dans le Hip Hop gaboma. Entre 2013 et 2019, Flow du Sud publie un single African Girl (2013), et deux mixtapes Bomayé (2018) et Succès (2019)

### Entrepreneuriat
Il lance sa marque de vêtements au nom de « BWEDI » qui connait un grand succès dans plusieurs villes du pays. Il n'hésite pas à encourager l'entreprenariat des jeunes gabonais.

### Succès
2020 est l'année de la consécration pour Flow du Sud. Il reçoit de nombreuses récompenses. 
- Lors de la deuxième édition des Gabonese Awards of the Year tenue le samedi 26 novembre 2020 aux Jardins botaniques de Libreville. Le rappeur reçoit le Prix du Meilleur artiste masculin de l’année et celui du Meilleur artiste de l’année[4].
- À la première édition du GStsor Music Awards tenu le 19 décembre 2020, il remporte les prix de la Révélation de l'année et celui de la chanson de l'année avec son titre Tout Beau Tout Nouveau
- A la 5e édition du BweliTribe Awards la même année, il rajoute à sa liste de récompenses, les trophées de Révélation de l'année et du meilleur artiste hip-hop de l'année[5].

## Discographie

### Singles
- 2017 : Le Couple de L'année
- 2018 : Bomayé part1
- 2018 : Bomayé part2
- 2019 : Austérité
- 2020 : Maillot
- 2020 : 6IX9NIE
- 2021 : Tout beau tout nouveau
- 2021 : Atletica Akanda

### Albums
- Atlas 2020 : il sort le clip Flow 6IX9INE suivi de Tout beau tout Nouveau en juillet 2020, premiers extraits de son prochain album.

Le 15 septembre 2020, Flow du sud sort son album Atlas. L'album inclut 13 morceaux dont 3 en collaboration avec d'autres artistes comme Garcin Lagacant, Marco San, Seyze ou encore Drakster.
La veille de la sortie de Atlas, le clip de Atletica akanda est publié sur YouTube, il dépasse les 20 000 vues en moins de 7 heures,. En une semaine, Atlas est vendu à plus de 50 exemplaires.
En septembre 2021, l'album est streamé plus de 150 000 fois sur Spotify. En octobre 2021, Flow du sud, pour l'ensemble de sa discographie, dépasse le 200 d'exemplaires vendus. À la fin de l'année 2020 , le rappeur est l'artiste Gabonais le plus écouté de l'année sur l'ensemble des plateformes de streaming.

### Mixtapes
- 2018 : BOMAYE part1
- 2018 : BOMAYE part2
- 2019 : SUCCES